# Dimitrij Popjuk
Dimitrij Popjuk (10.října 1921 Jasiňa – 3. července 2007), byl vězeň v koncentračním táboru Gulagu, příslušník 1. československého armádního sboru, nadporučík Rudé armády, plukovník československé armády.

## Život
Byl studentem jasiňského reálného gymnázia. Studium nedokončil a po maďarské okupaci Podkarpatské Rusi překročil dne 14. 8. 1940 bývalé československo-polské hranice, které v roce 1940 byly maďarsko-sovětskými hranicemi, byl zatčen, odsouzen za nedovolené překročení hranic a vězněn v koncentračním táboru Gulagu u Archangelska. Dne 1. ledna 1943 se v Buzuluku stal příslušníkem 1. československého samostatného polního praporu. Zúčastnil se bitvy u Sokolova. Po absolvování školy pro důstojníky v záloze byl převelen k průzkumníkům 18. armády 4. ukrajinského frontu. V březnu 1945 byl členem paradesantního výsadku, který byl vysazen u obce Zahájí na Mělnicku. Při autonehodě byl těžce zraněn, byl léčen v Sovětském svazu, odkud se vrátil v roce 1946. Poté byl důstojníkem československé armády. V roce 1976 odešel do výslužby.